# Aníbal Uset
Aníbal Enrique Uset (ciudad de Buenos Aires, Argentina, 27 de diciembre de 1938 - 16 de agosto de 2015)  fue un director, guionista y productor ejecutivo de cine argentino de vasta trayectoria. Estuvo casado con la actriz y coreógrafa Marcela López Rey con quien tuvo una hija en 1962.

## Actividad profesional
Era egresado de la Asociación de Cine Experimental y se dedicó a la publicidad. Le pertenece la idea original del filme Cosquín, amor y folklore (1999) y su primera película como director fue la comedia musical El Rey en Londres (1966), con Palito Ortega y Graciela Borges  en la cual, perfectamente ensamblados, aparecían varias escenas de la película musical británica Pop Gear (1965), dirigida por Frederic Goode con diversos conjuntos ingleses, y hasta los Beatles. En esa película también aparecen en una serie de cameos otras celebridades de la época como Peter Sellers, Britt Ekland (quien era su esposa en aquella época), Dirk Bogarde, Laurence Olivier, e incluso la reina Isabel II y su esposo, Felipe de Edimburgo. Esta cinta es considerada actualmente como la primera y única en la historia del cine argentino que logró ser estrenada sin ningún tipo de clasificación moral ya que, cuando la misma se encontraba esperando la correspondiente autorización para ser exhibida, por parte del -ya desaparecido- Consejo Nacional Honorario de Calificación Cinematográfica, se produjo el golpe de Estado de junio de 1966 y las consiguientes reestructuración de dicho ente y suspensión temporal de sus actividades (además de los ulteriores perjuicios para distribuidores y exhibidores) por lo que, debido a la fama de su protagonista principal, se le concedió un permiso especial para su exhibición. Promocionada con el subtítulo de "Crónica espectacular y rítmica de una visita real", El Mundo opinó de ella:

«Turismo con Palito y Graciela...está bien compaginado y bien filmado....Palito Ortega y Graciela Borges en ningún momento pretenden aquí ser actores.»

Después dirigió Che, OVNI (1968), una comedia en la cual un porteño cantor de tangos encarnado por Jorge Sobral es raptado por un plato volador y llevado a Madrid, Londres y París. En 1973 dirigió Hasta que se ponga el sol, su película más conocida, en la que aparecen los conjuntos más roqueros de la época, incluidos, entre otros, Sui Generis, Vox Dei y Pescado Rabioso y en 1978, Un idilio de estación, sobre un cuento de Ricardo Güiraldes. Sus trabajos posteriores fueron algunas colaboraciones amistosas, como la producción de Los pasajeros del jardín, el guion de Carlos Monzón, el segundo juicio, el cortometraje Fortín soledad y la dirección de Paraíso, paraíso, basado en  una novela de Abelardo Arias.

## Filmografía
Aníbal Uset participó en las siguientes películas:

### Como director
- El Rey en Londres (1966)
- Che, OVNI (1968)
- Hasta que se ponga el sol (1973)
- Un idilio de estación (1978)
- Fortín soledad (cortometraje) (1979)
- Paraíso, paraíso (2006)

### Guionista
- Hasta que se ponga el sol (1973)
- Un idilio de estación (1978)
- Carlos Monzón, el segundo juicio (1996)

### Argumenista
- Cosquín, amor y folklore (1965)
- Che, OVNI (1968)
- Hasta que se ponga el sol (1973)

### Productor
- Cosquín, amor y folklore (1965)
- Fiebre amarilla (1981)
- Los pasajeros del jardín (1982)

## Televisión
Dirigió el filme documental Facundo Cabral en Tierra Santa (1973), producido por la RAI y la televisión de Alemania.